# Anton Jarlros Gry
Alf Anton Jarlros Gry, född 17 november 1989, är en svensk skådespelare.
Jarlros Gry är uppvuxen i Rävlanda utanför Göteborg. Han är barnbarn och systerson till skådespelarna Alf Nilsson och Johan Gry.

## Filmografi
- 2005 – Mun mot mun
- 2007 – Upp till kamp (TV-serie)
- 2013 – Kvinden i buret
- 2014 – Dirtbags